# Цетрарія степова
Цетрарія степова (Cetraria steppae) — вид лишайників з родини пармелієвих (Parmeliaceae), поширений у Казахстані, Росії, на Кавказі, в Україні.

## Опис
Слань 1–3 см заввишки, кущиста, більш-менш куляста, коричнева та темно-коричнева, зазвичай матова; до субстрату не прикріплена. Гілочки круглясто-циліндричні, дихотомічно або неправильно розгалужені, основні гілочки 0.5 мм завширшки, бічні — від 0.1 до 0.5 мм.

## Поширення
Поширений у Поволжі, пн. Кавказі, Казахстані, пд. Сибіру. 
В Україні вид поширений у лісостеповій та степовій зонах (розсіяно), гірському Криму, на південному берегу Криму.

## Загрози та охорона
Загрозами є розорювання степових ділянок, випасання овець, заростання відкритих ділянок степу.
Охороняється у БЗ «Асканія-Нова» та АзовоСиваському НПП, у відділі Українського степового ПЗ «Кам'яні Могили».